# Chevron Racing Cars
För andra betydelser, se Chevron (olika betydelser).

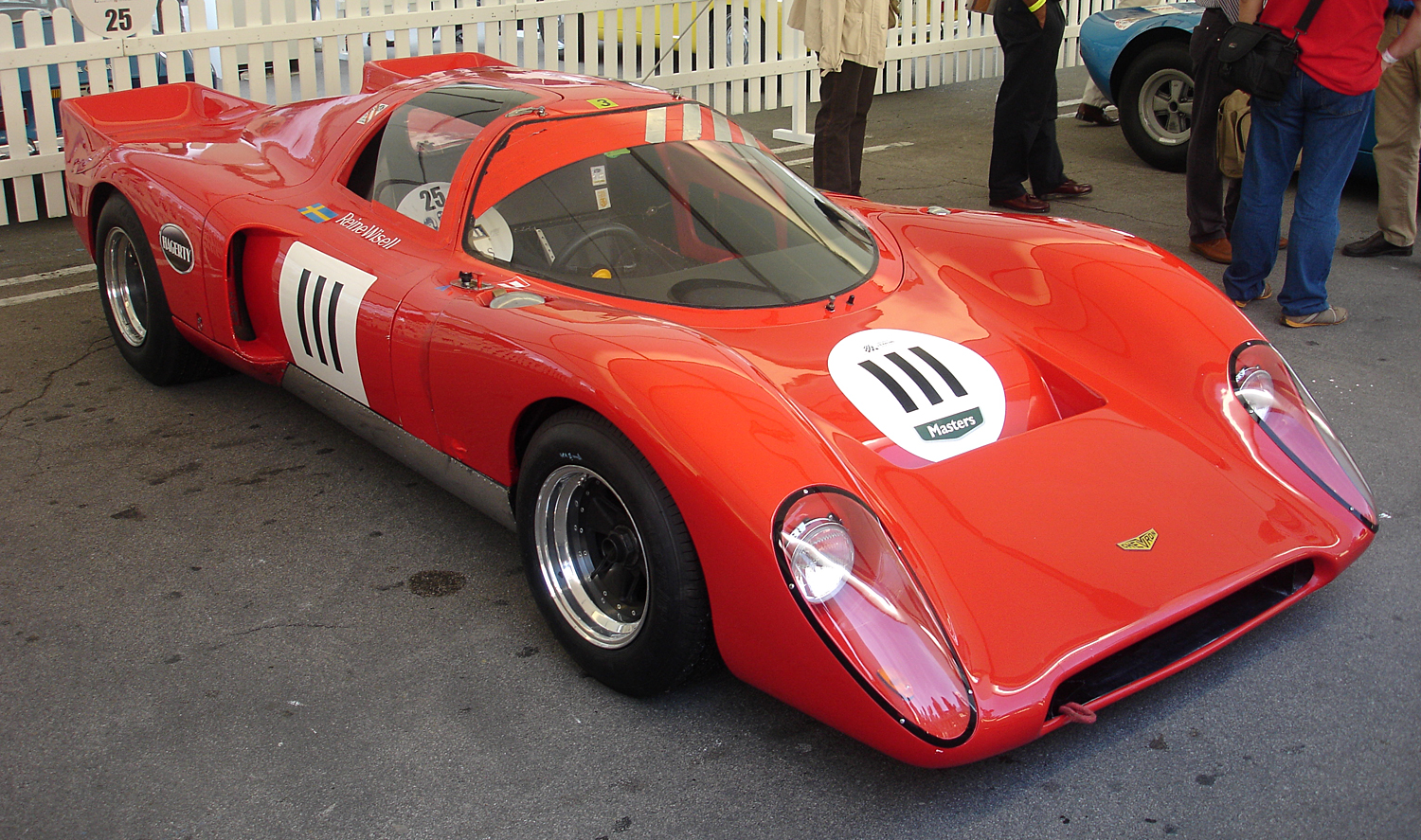
Chevron B16 sportvagn introducerad 1969.

Chevron Cars Ltd är en brittisk tillverkare av tävlingsbilar, grundad i Bolton 1965.

## Historia
Företaget grundades av racerföraren Derek Bennett, som byggde och tävlade med sina egna Clubman-bilar. Chevrons första produkter var just Clubman-bilar, men snart kom sportvagnar och formelbilar för formel 2, formel 3 och formel 5000. Peter Gethin vann Race of Champions 1973 med en Chevron F5000 och företaget hade sina största framgångar under 1970-talet. Bennett förolyckades i en hängflygningsolycka 1978 och två år senare gick Chevron i konkurs. Flera av företagets medarbetare gick vidare till Maurer Motorsport, men Chevron Cars rekonstruerades och bygger fortfarande bilar.

## Historisk racing
Chevron B16 är idag mycket populär inom historisk racing och efterfrågan har gjort att det idag finns flera företag som tillverkar nya bilar till intresserade kunder, byggda enligt originalspecifikation.

## Galleri

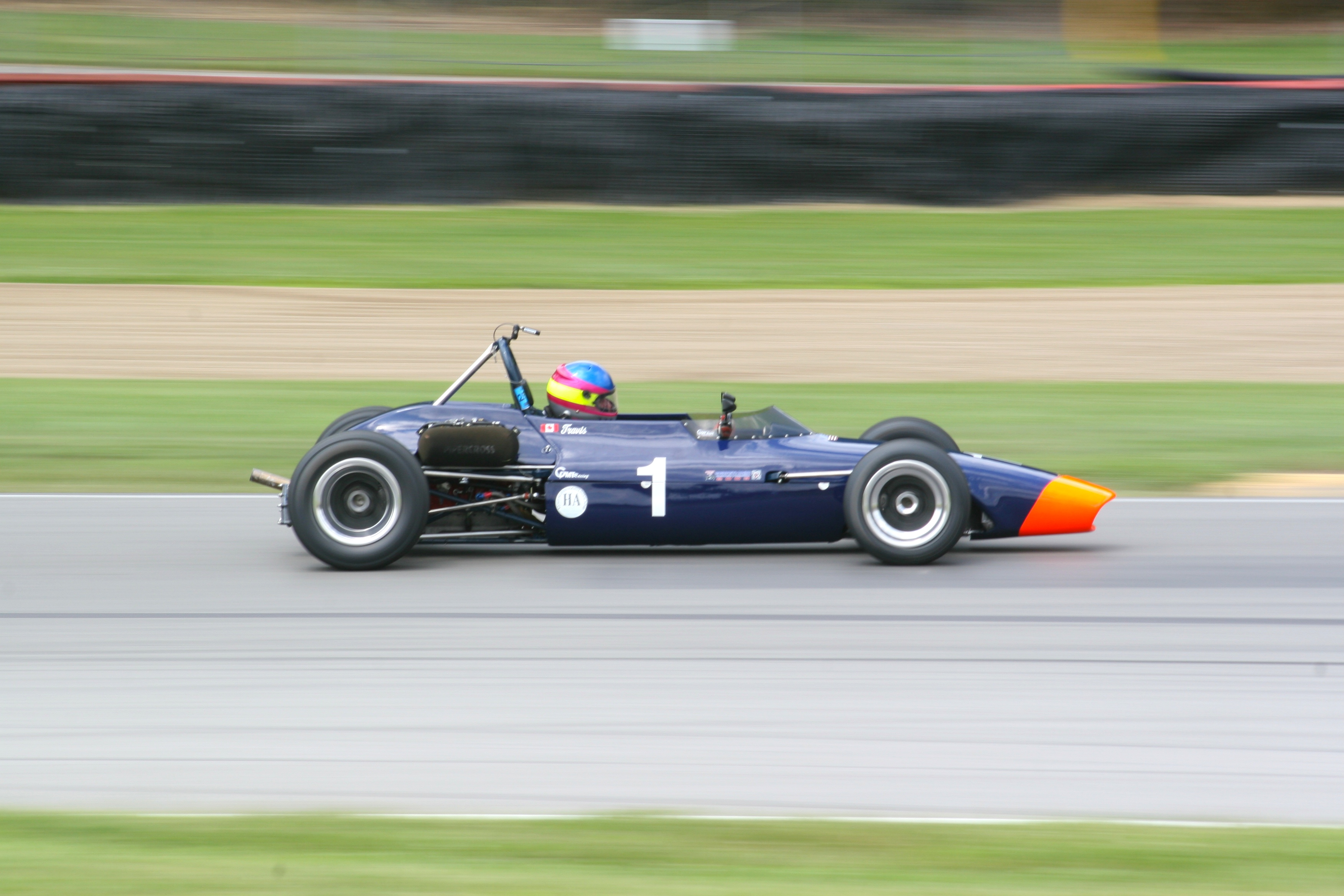
Chevron B17B.
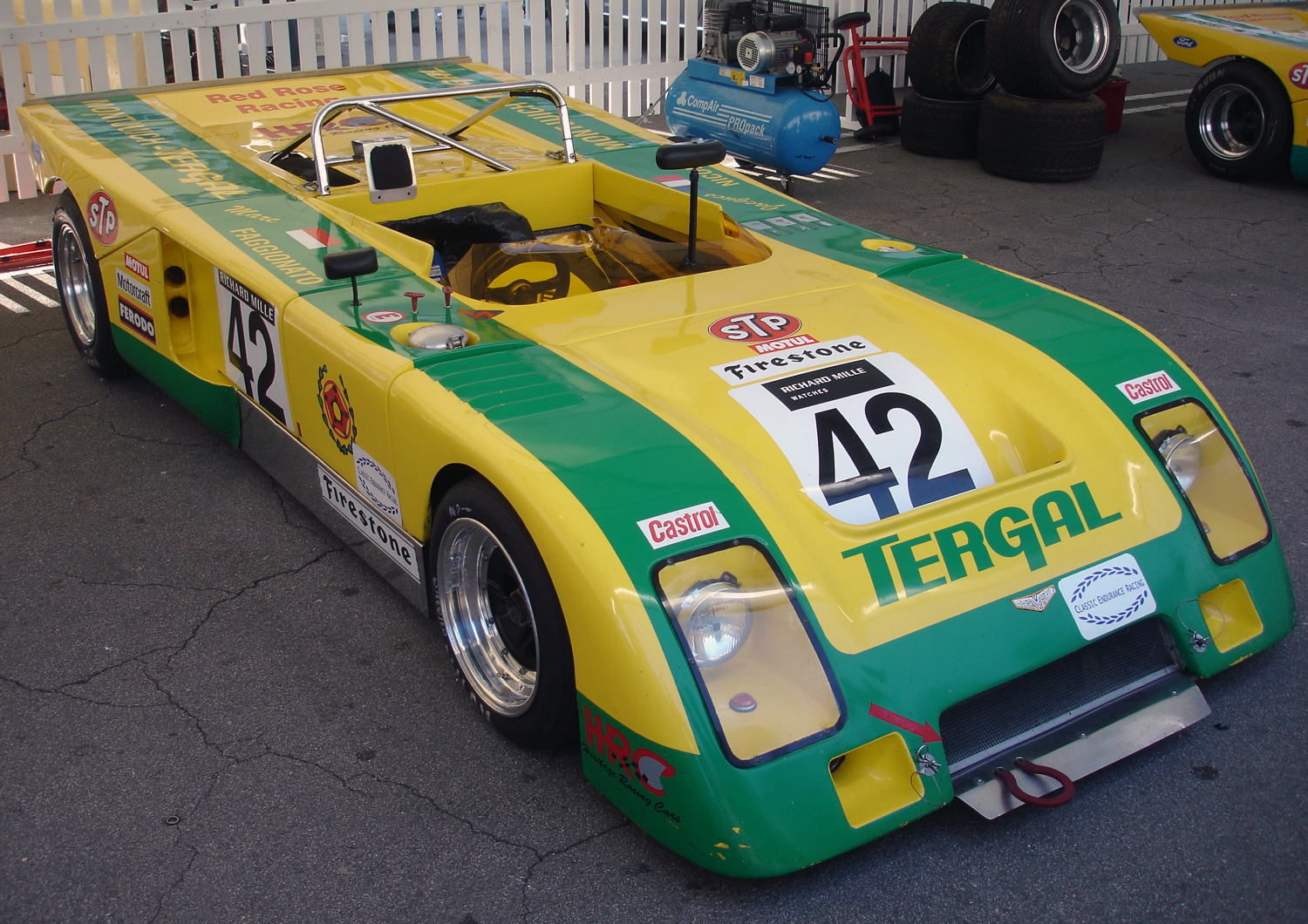
Chevron B21.
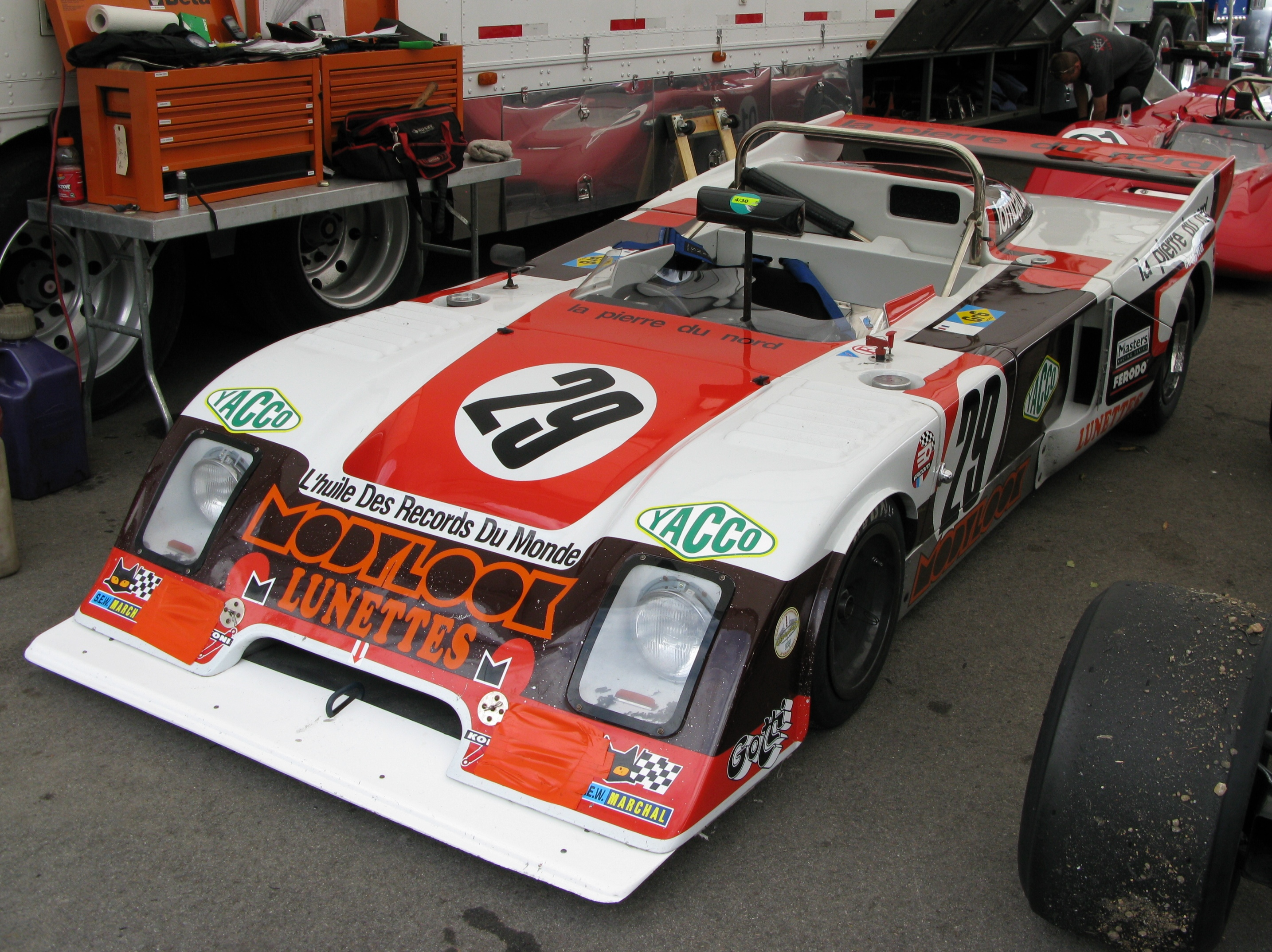
Chevron B36.
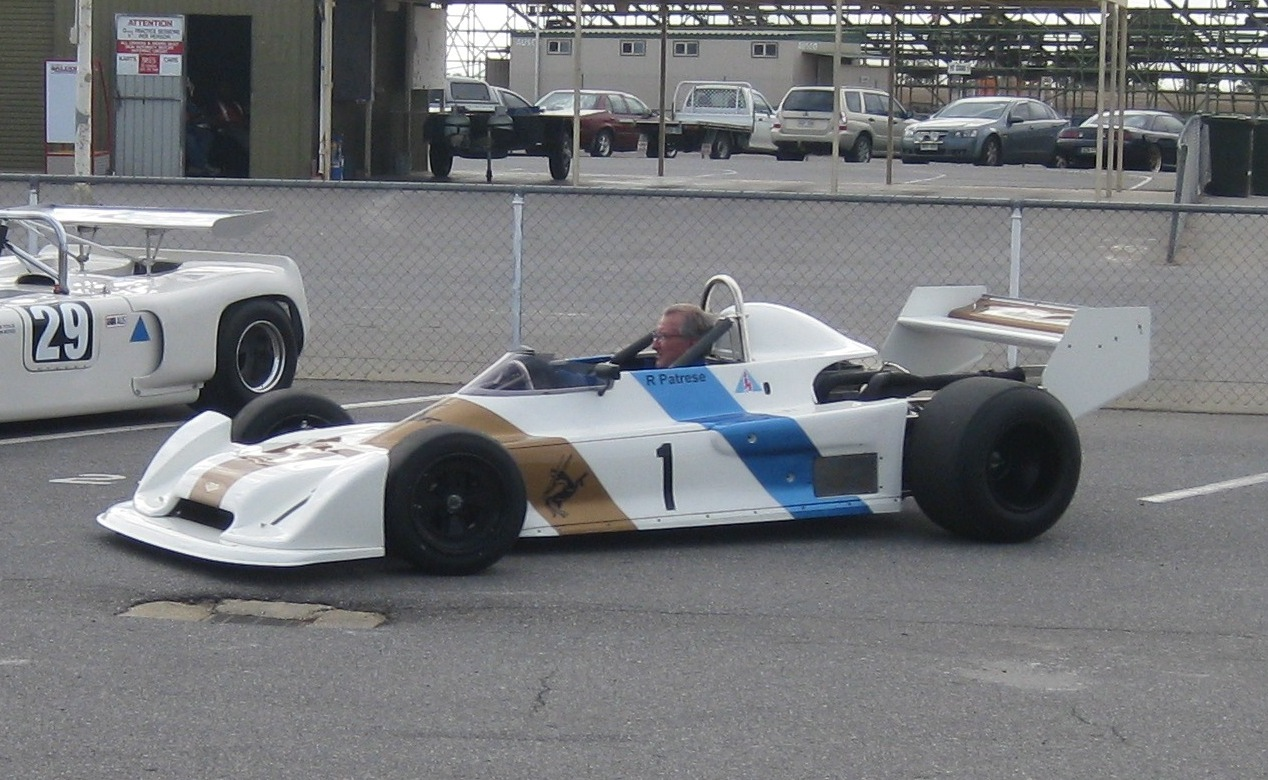
Chevron B42 Formel 2.
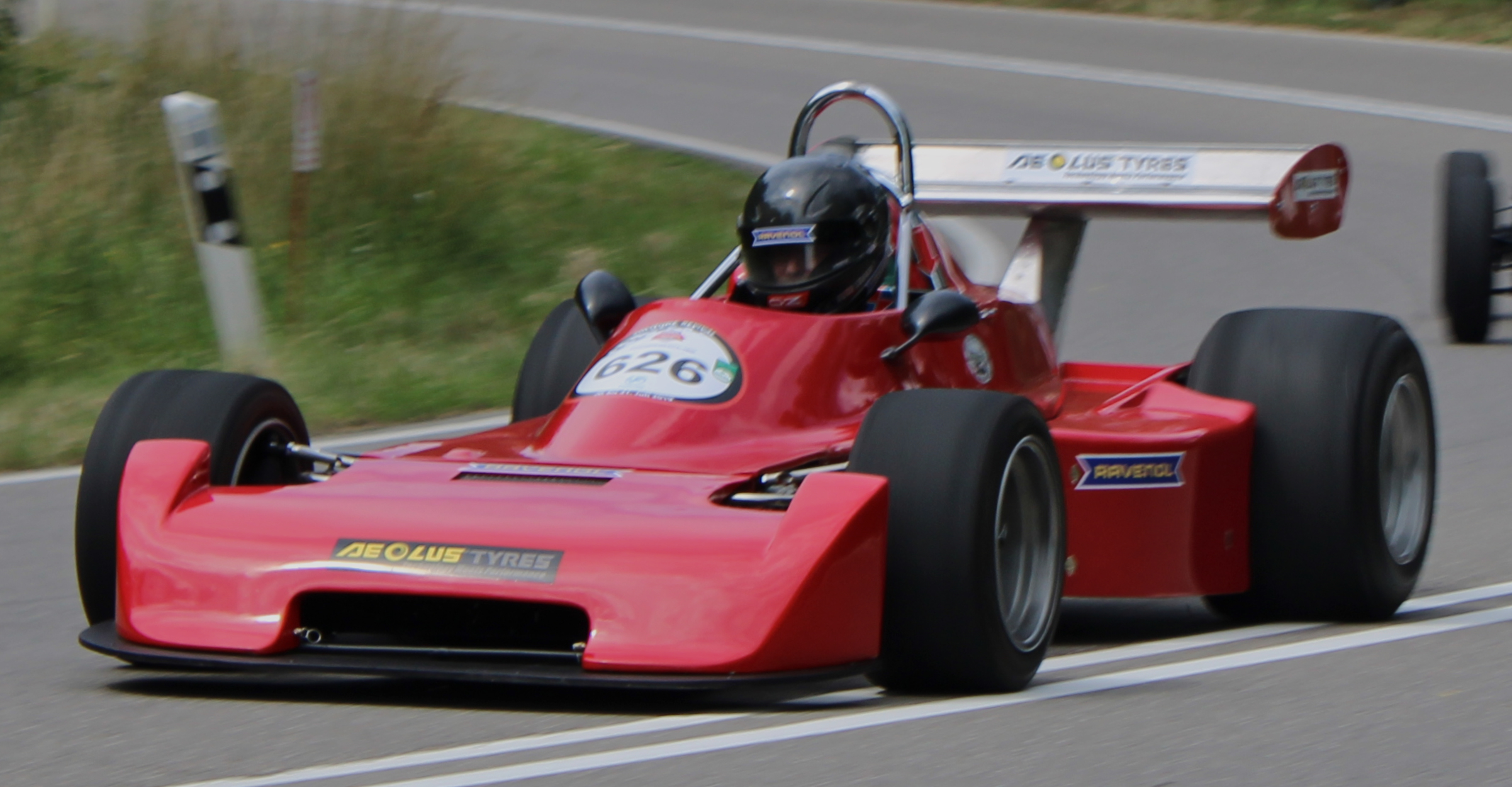
Chevron B43
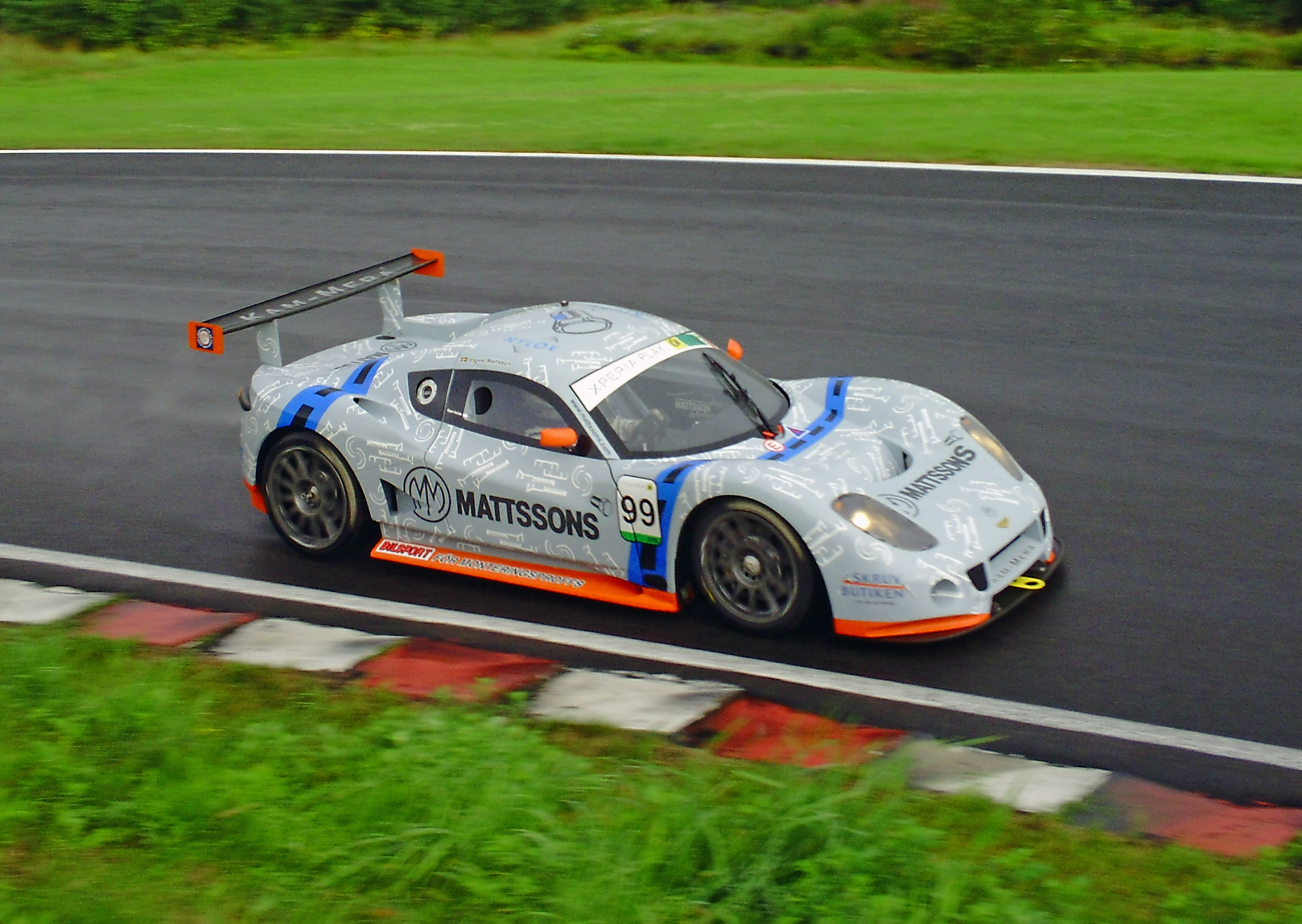
Chevron GR8.